# Orden „Für gesunde Generation“

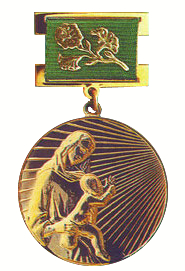
Der Orden „Für gesunde Generation“ der Stufe I

Der Orden „Für gesunde Generation“ (usbekisch Sogʻlom avlod uchun ordeni oder Соғлом авлод учун ордени) ist eine der höchsten staatlichen Auszeichnungen der Republik Usbekistan.
Der Orden wurde am 4. März 1993 durch einen Erlass des Präsidenten Islom Karimov gestiftet.